# Calle de Don Sancho
La calle de Don Sancho es una vía pública de la ciudad española de Valladolid.

## Descripción
La vía obtuvo el título en 1863, cuando la hasta entonces conocida como calle Real de Burgos se dividió en cuatro tramos. El nombre de «calle de Don Sancho», que recuerda a Sancho de Castilla, se le otorgó al que iba desde la calle de Tudela hasta el Colegio de los Ingleses. Discurre en la actualidad desde la calle de San Luis hasta la plaza de San Juan. Aparece descrita en Las calles de Valladolid de Juan Agapito y Revilla con las siguientes palabras:

El acuerdo del Ayuntamiento de 10 de Abril de 1863 decía: «La calle Real de Burgos se dividirá en cuatro partes: la primera desde la calle de Tudela hasta el Colegio de Ingleses se llamará calle de D. Sancho». Y este nombre venía dado en recuerdo del hermano de Don Enrique II por tener en esta calle los accesorios las casas de aquel, las casas llamadas de los Castilla, que se dijeron en la calle de Alonso Pesquera. Pero ¿quién esa ese Don Sancho, hermano del rey bastardo? Al decir del P. Flórez en Memorias de las Reynas Catholicas, Historia genealógica de las Reynas de Castilla y de León..., cabe la duda sobre el Sancho a que hacían referencia palacio y calle, pues Doña Leonor de Guzmán, según ese autor, tuvo dos hijos llamados Sancho: uno que resultó «fátuo», por loq ue sus estados pasaron a otro hijo de Don Alfonso XI y Doña Leonor, a Don Fernando, y otro Don Sancho que fué el conde de Alburquerque, y a quien sencillamente se llamaba conde Don Sancho. El primero de los mencionados, fué señor de Ledesma, y en Ledesma falleció la infanta Doña Beatriz, hija de Don Pedro de Portugal, el 5 de Julio de 1381, siendo ya viuda del Don Sancho, conde de Alburquerque, quien murió el 19 de Febrero de 1374 en una lucha que hubo en el barrio de San Esteban de Burgos, sobre cuestión de alojamiento, entre las compañías de Don Pedro González de Mendoza y la del conde de Alburquerque, cuando acudía Don Enrique II para rechazar la invasión de los duques de Lancáster y Bretaña. Por eso es fácil que los dos Sanchos, que como hijos de la bella y prolífica Doña Leonor de Guzmán citó el P. Flórez, no fuesen sino el conde Don Sancho, enterrado en el presbiterio de la catedral de Burgos, como su mujer Doña Beatriz. El dar a la calle el nombre de «Don Sancho» y no el de «conde de Don Sancho», pudiera creerse se refiriera la calle al primero de los citados del mismo nombre, hijos de Doña Leonor; pero el llamarle la reina Doña Juana Manuel «conde Don Sancho» en la confirmación de la donación que había hecho de sus casas o palacio a las monjas de Santa Clara, y hasta la fecha, 1370, de esa confirmación, hacen deducir que ese conde Don Sancho, no podía ser otro que el conde de Alburquerque, y a él habrá de relacionarse el palacio referido y la calle que el Ayuntamiento nombraba. Ya lo dijo Antolínez de Burgos. El conde Don Sancho era el de Alburquerque, señor de Medellín, Tiedra y Montealegre, Carvajales y Ampudia, Briones, Belorado y Cerezo, y de Ledesma y su tierra; por eso, su viuda, Doña Beatriz, moriría en Ledesma, cabeza de uno de sus señoríos.
(Agapito y Revilla, 1937, pp. 128-129)